# Thomas Zeise
Thomas Zeise ist ein ehemaliger deutscher Handballspieler.

## Werdegang
Mit der DDR-Nationalmannschaft gewann Zeise 1986 Bronze bei der Weltmeisterschaft in der Schweiz. Er kam auf insgesamt 43 Länderspiele.
In der DDR-Oberliga spielte er beim SC Dynamo Berlin. Zur Saison 1990/91 wechselte Zeise zum HC Dietikon-Urdorf in die Schweiz. 1993/94 führte er die Mannschaft als Trainer zum Aufstieg in die Nationalliga B. Er blieb bis 1995 dort Trainer. Hernach spielte er wieder in Deutschland beim SV Waldshut-Tiengen. Von Saisonbeginn 1999/2000 bis Weihnachten 1999 war er erneut in der Schweiz Trainer beim HC Dietikon-Urdorf.